# Knoppix
Knoppix je Live CD distribuce operačního systému Linux, což znamená, že ke svému běhu nepotřebuje pevný disk a není nutné ji instalovat. Celý systém, založený na Debianu, je včetně aplikací umístěn na jediném CD a po nabootování je plně funkční. Od počátku jej vyvíjí jeho autor, Klaus Knopper.
Knoppix vyniká zejména propracovanou detekcí hardwaru a snadnou použitelností. Na základě Knoppixu bylo později postaveno několik dalších distribucí (například český Danix, nebo Gnoppix, který místo prostředí KDE preferuje Gnome).
Stejně jako ostatní Live distribuce je vhodný pro začátečníky na vyzkoušení Linuxu před instalací některé „dospělé“ distribuce. Může sloužit i jako záchranný prostředek, například při havárii pevného disku, nebo k instalacím Debianu, případně lze nainstalovat na disk přímo Knoppix.

## Verze
Ve verzi 4.0 byl Knoppix také na DVD „maxi“ edici (přes 9 GiB softwaru) a CD „light“ edice, obě vyvíjeny paralelně.